# セバスチャン・シアラウ
セバスチャン・シアラウ（Sebasstian Sialau、2003年12月20日 - ）は、ジャパンラグビーリーグワンの中国電力レッドレグリオンズに所属するサモア出身のラグビーユニオンの選手。

## プロフィール
- サモア出身[1]。
- ポジションはスタンドオフ(SO)、センター(CTB)ほか、バックス全般[1]。
- 身長 180cm、体重 88kg[1]。

## 来歴
オーストラリアのメルボルン・レベルズに、2016年（13歳）からディベロップメント選手として加入、2023年まで在籍した。
2023年、花園近鉄ライナーズに加入。
2024年9月、中国電力レッドレグリオンズに加入。同年12月21日に行われたJAPAN RUGBY LEAGUE ONE第1節スカイアクティブズ広島戦にて先発出場でリーグワン公式戦初出場を果たした。